# Bloc Nacional (Itàlia)
El Bloc Nacional (italià Blocco Nazionale) era una coalició electoral, de centre, constituïda per a les eleccions legislatives italianes de 1948, en les que va obtenir 1.003.727 vots (el 3,82%), 19 escons i 7 senadors, principalment per l'avanç de la Democràcia Cristiana que era vista com la única alternativa que podia frenar a l'esquerrà Front Democràtic Popular. Després d'això l'aliança va desaparèixer de la vida política italiana. El líder de la coalició era Roberto Lucifero d'Aprigliano (en qualitat de secretari del PLI).

## Composició
La coalició estava formada pels següents partits polítics:
| Partit | Partit                               | Ideologia   | Líder                         |
| ------ | ------------------------------------ | ----------- | ----------------------------- |
|        | Partit Liberal Italià (PLI)          | Liberalisme | Roberto Lucifero d'Aprigliano |
|        | Front de l'Home Comú (UQ)            | Populisme   | Guglielmo Giannini            |
|        | Unió per a la Reconstrucció Nacional | Liberalisme | Francesco Nitti               |

## Resultats electorals

### Parlament italià
| Any  | Líder            | Vots           | %   | Diputats | +/- | Vots           | %   | Senadors | +-  |
| ---- | ---------------- | -------------- | --- | -------- | --- | -------------- | --- | -------- | --- |
| 1948 | Roberto Lucifero | 1,003,727 (#4) | 3.8 | 19 / 574 | Nou | 1,222,419 (#3) | 5.4 | 7 / 237  | Nou |